# Kóber Leó
Kóber Leó (Köber Leó néven is emlegetik a szakirodalomban[forrás?]) (Brno, 1876. szeptember 24. – New York, 1931. szeptember 17.) grafikus és festőművész, karikaturista.

## Életútja
Kóber a morvaországi Brünnben született, de a festészettel Bécsben ismerkedett meg, majd 1896–1899 között Münchenben folytatott képzőművészeti tanulmányokat. Itt jelentek meg első rajzai is. Rövid ideig, 1898-ban tagja volt a nagybányai művésztelepnek a Hollósy Simon által vezetett időszakban, évi tárlatukon öt művével is képviseltette magát. A századforduló már Párizsban találta, és ez a város lett művészetének igazi otthona. Hírnevét megalapozandó karikatúrái, reklámgrafikái jelentek meg, és ismertté vált hangulatos élet-, és zsánerképei révén is. Rajzait folyamatosan közölték a Rire (Nevetés) és az Assiette ou Beurre (Húsosfazék) nevű élclapok. Az Assiette ou Beurre különszámában, a Joueurs (Játékok) című füzetben is gyakran látni lehetett Kóber karikatúráit.
1898–1903 között Münchenben tartózkodott. Ekkor jelent meg népszerűvé váló, kártyajátékosokat megörökítő sorozata, Poker, Klabrias, Skat, Schnapsen, Makao és Tarok címeket viselve. Az első kiadások még ún. egyszínnyomással, míg a későbbi sorozatai már színes kőnyomatos képeslapokként kerültek piacra.
1906-tól fogva Bécsben és Budapesten élt és alkotott Kóber, felváltva járva a Monarchia két fővárosa között. Az osztrákok népszerű élclapjában, a Muskete-ben, és a magyar Üstökös, Borsszem Jankó, Kakas Márton és Fidibusz oldalain tűntek fel karikatúrái. Festményeivel részt vett 1899-ben a budapesti Nemzeti Szalon téli tárlatán, de első önálló kiállítása is Magyarországhoz köti, amelyet 1907-ben a Könyves Kálmán galériában rendezett meg. A kiállítási katalógus előszavát maga Heltai Jenő írta, aki akkoriban a Fidibusz című élclap főszerkesztője volt. A kiállításon életképek, portrék voltak láthatók, a hétköznapi emberek, sakkozók, biliárd, és futballjátékosok, jelenetek a lóverseny-pályákról, valamint kedvelt Szajna-parti alakok, utcai énekesek, bérkocsisok, örömlányok. A kiállításának másik, és egyben döntő hányadát azonban az alkalmazott grafikai művei, reklámlapok, plakátok alkotják, pezsgőcégek, játékszerek, hangszerek stb.
Festményeivel több csoport-kiállításokon vett részt 1908-ban, azután 1911-ben is, majd 1916-ban újabb gyűjteményes kiállítására invitálta a Könyves Kálmán galéria, Jegyzetek és megjegyzések címmel. Az első világháború alatt bevonult a hadseregbe, és rajzaival, képeivel tudósította a hátországot, és elkészítette a Háborús ABC 31 tollrajzból álló sorozatát a Hadsegélyző Egylet megbízásából. Részt vett Temesváron a Magyarországi Festők tárlatán, majd Budapesten a Hadviselt Művészek tárlatán. 1921-ben elhagyta Magyarországot, és kivándorolt az Amerikai Egyesült Államokba.

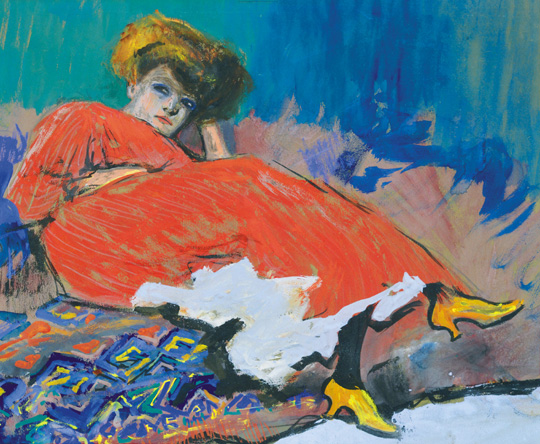
Kóber Leó: Spanyol modell

1921–1931 között dolgozott a The New York Times-nak, és a World-nek is sikeres illusztrátora volt, de számtalan kötet illusztrációja is nevéhez fűződik, egyebek közt Walter H. Blumenthal verseihez készített rajzokat 1925-ben (Winepress, A Vintage of Verse). Amerikai munkásságának részletei azonban nem ismeretesek. Az emigráns magyar tudósítások során megemlítik például, hogy „Kóber amerikai mértékkel számolva is igen jól keres” (Délibáb, 1929, szeptember 21.), ami arra enged következtetni, hogy a foglalkoztatott művészek sorába tartozhatott. Az 1920-as évek végén rosszindulatú daganatot diagnosztizáltak nála, és ez a bélrák végzett vele 1931-ben.